# Walther Lücker
Walther Lücker (* 1957 in Frankfurt am Main) ist ein Journalist und Fotograf.
Zehn Jahre als freiberuflicher Journalist und zwölf Jahre als Redakteur bei der Frankfurter Rundschau tätig, anschließend sieben Jahre im eigenen Redaktionsbüro in Salzburg.
Seit 2001 ist er in Sand in Taufers Südtirol wohnhaft und Leiter des Redaktionsbüros Südtirol in Sand in Taufers.
Lücker schreibt heute über Tourismus und Reisen, über Bergsteigen und Klettern, betreut und berät Wirtschaftsunternehmen bei ihrer Zusammenarbeit mit den Medien.
Er schrieb zusammen mit dem Südtiroler Extrembergsteiger Hans Kammerlander die Bücher „Bergsüchtig“ (Piper-Verlag), „Am seidenen Faden“ (Malik-Verlag), "Zurück nach Morgen" (Malik-Verlag), "Seven Second Summits - Über Berge um die Welt" (Malik-Verlag) und begleitete Kammerlander auf mehreren Expeditionen und Klettertouren.
Weitere Bücher: 

Momentaufnahmen aus 100 Jahren Familiensaga einer Südtiroler Bauunternehmerfamilie. 

SandUhr, Gemeinde Sand in Taufers zur Verleihung des Europäischen Dorferneuerungspreises 2008.
Der höchste Berg, Traum und Albtraum Everest. Malik, April 2013, ISBN 3-8902-9430-8
K2 - Der härteste Berg der Welt, Walther Lücker mit Anmerkungen von Hans Kammerlander Benevento, Juli 2024, ISBN 978-3-7109-0198-0